# Malá Morava
Malá Morava é uma comuna checa localizada na região de Olomouc, distrito de Šumperk.